# Adolf von Oechelhäuser
Adolf Wilhelm Theodor von Oechelhäuser (Mülheim an der Ruhr, 17 de setembro de 1852 – Dessau, 3 de junho de 1923) foi um historiador da arte alemão.
Desde 1887 foi Privatdozent da Universidade de Heidelberg. Em 1893 tornou-se professor da cátedra de história da arte da Technische Hochschule Karlsruhe, onde foi reitor em dois períodos, 1902/1903 e 1909/1910. Sob a coordenação de Franz Xaver Kraus foi juntamente com Josef Durm coeditor da série Die Kunstdenkmäler des Grossherzogthums Baden.

## Publicações selecionadas
- Der Bilderkreis zum wälschen Gaste des Thomasin von Zerclaere nach den vorhandenen Handschriften untersucht und beschrieben. Koester, Heidelberg 1890.
- Das Heidelberger Schloss. Bau- und kunstgeschichtlicher Führer. Siebert, Heidelberg 1891 Digitalisat der 6. Auflage von 1923
- com Franz Xaver Kraus (Hrsg.): Die mittelalterlichen Wandgemälde im Großherzogthum Baden (erschienen nur ein Band Darmstadt 1893).
- Die Kunstdenkmäler des Grossherzogthums Baden, Verlag J. C. B. Mohr:
  - Volume 4 Die Kunstdenkmäler des Kreises Mosbach
    - Volume 4, 1: Die Kunstdenkmäler des Amtsbezirks Wertheim (Kreis Mosbach), Freiburg 1896. Digitalisat
    - Volume 4, 2: Die Kunstdenkmäler des Amtsbezirks Tauberbischofsheim (Kreis Mosbach), Freiburg 1898. Digitalisat
    - Volume 4, 3: Die Kunstdenkmäler der Amtsbezirke Buchen und Adelsheim (Kreis Mosbach), Tübingen 1901. Digitalisat
    - Volume 4, 4: Die Kunstdenkmäler der Amtsbezirke Mosbach und Eberbach (Kreis Mosbach), Tübingen 1906. Digitalisat

  - Volume 8: Die Kunstdenkmäler des Kreises Heidelberg
    - Volume 8, 1: Die Kunstdenkmäler der Amtsbezirke Sinsheim, Eppingen und Wiesloch (Kreis Heidelberg), Tübingen 1909 Digitalisat
    - Volume 8, 2: Die Kunstdenkmäler des Amtsbezirks Heidelberg (Kreis Heidelberg), Tübingen 1913 Digitalisat
- Geschichte der großh. badischen Akademie der bildenden Künste. Festschrift zum 50-jährigen Stiftungsfeste. Verlag Braun, Karlsruhe 1904 Digitalisat
- Wege, Ziele und Gefahren der Denkmalpflege. Karlsruhe 1909
- Krieg und Kunst. Verlag Braun, Karlsruhe 1915